# Hugues Ier (évêque de Coutances)
Pour les articles homonymes, voir Hugues Ier.
Hugues Ier (Hugo) est un évêque de Coutances de la fin du Xe siècle et du début du XIe siècle.

## Biographie
Hugues est promu à l'évêché de Coutances vers 989. Il assiste en 990 à la dédicace de Fécamp dont il souscrit à l'acte.
Il restera tout son épiscopat à Rouen, même s'il amorce peut-être un retour dans son diocèse par l'établissement de sept chanoines à Coutances. Il agrandit également la collégiale Saint-Lô de Rouen.
Il est peut-être l'évêque qui vers 1020 dédicace la collégiale de La Ferté-en-Bray, en présence de Robert le Danois, archevêque de Rouen, Richard, duc de Normandie, de son fils Richard et d'un comte Robert qui est peut être Robert, comte d'Avranches ou de Mortain.
Il meurt en 1025 et repose comme ses prédécesseurs exilés dans le chœur de la collégiale. Son portrait figurait sur le vitrail de la croisée tourné vers le cloître.